# Outeiro de Polima
Outeiro de Polima é uma aldeia localizada na freguesia de São Domingos de Rana, concelho de Cascais.